# Fred Schnell

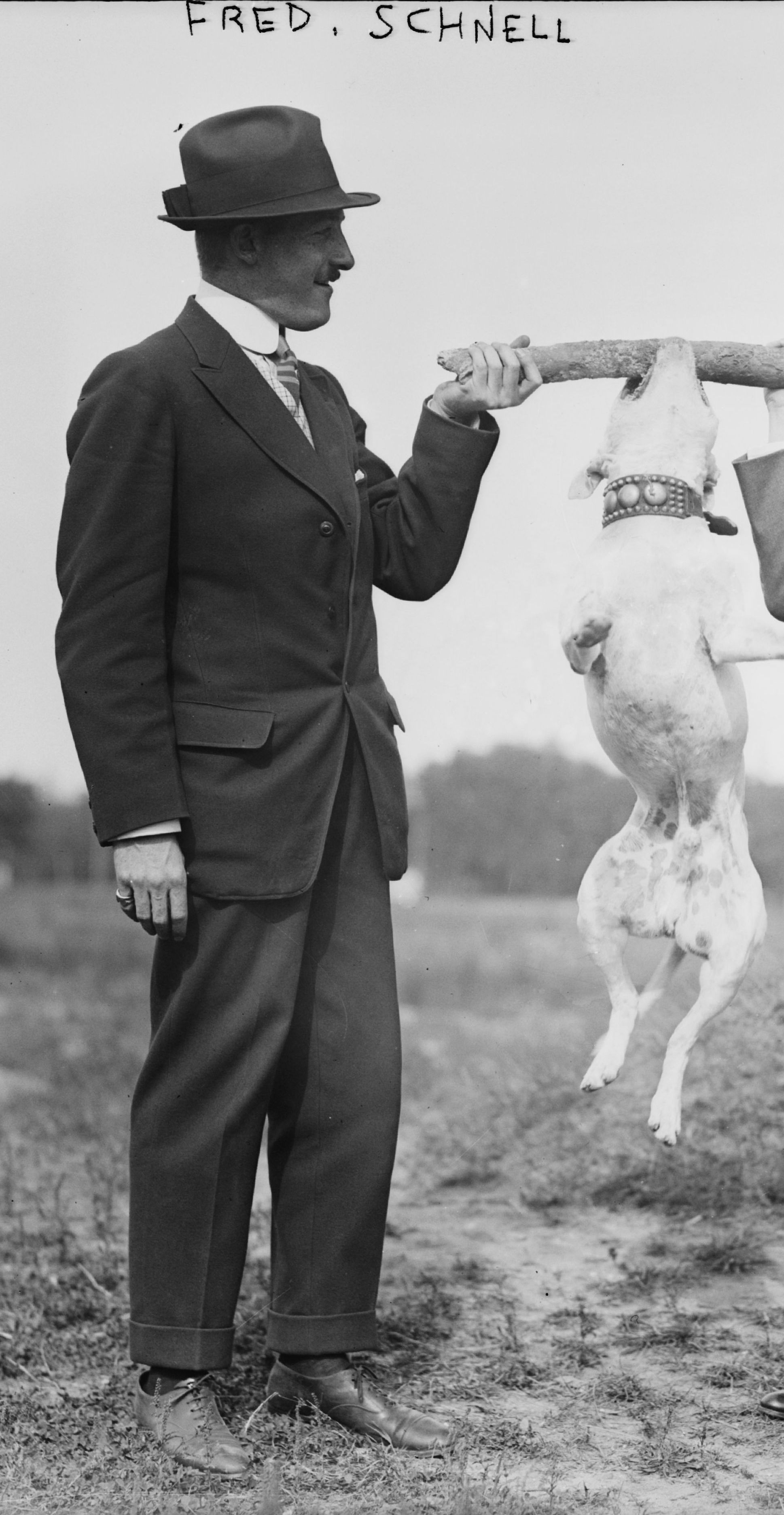
Fred Schnell mit Hund (ca. 1910)

Fred H. Schnell (* 30. März 1890; † 8. Oktober 1957) war ein US‑amerikanischer Amateurfunkpionier. Sein Amateurfunkrufzeichen lautete 1MO. Im November 1923 gelang ihm das erste Transatlantik-Funkgespräch mithilfe von Kurzwellen.

## Leben
Fred Schnell arbeitete von 1920 bis 1926 als Traffic manager bei der American Radio Relay League (ARRL), der nationalen Vereinigung der Funkamateure in den USA.
Während dieser Zeit glückte ihm die Herstellung einer zweiseitigen Funkverbindung (QSO) auf Kurzwelle über den Atlantik, und zwar von West Hartford (Lage) in Connecticut nach Nizza (Lage) in Frankreich. Sein Funkpartner war der französische Funkamateur Léon Deloy, 8AB, später bezeichnet als F8AB. Dieses historisch bedeutsame Funkgespräch fand in der Nacht vom 27. auf den 28. November 1923 statt.
Die Station 8AB startete das QSO mit einem längeren Anruf, der von mehreren ARRL-Stationen aufgenommen wurde, darunter auch John Reinartz, 1XAM, den Deloy einige Monate zuvor besucht hatte, sowie 1MO. Nachdem Léon Deloy zum Schluss seines Anrufs um Empfangsbestätigung (QSL) gebeten hatte, ging Fred Schnell auf Sendung und beantwortete ausführlich den gerade gehörten Funkspruch. Deloy konnte alles verstehen und bestätigte dies umgehend, beginnend mit „RR“ (bedeutet: „Roger. Roger. Habe Sie verstanden!“):
„RR QRK UR SIGS QSA VY ONE FOOT FROM PHONES ON GREBE FB OM HEARTY CONGRATULATIONS THIS IS FINE DAY PSE QSL 12“
Damit war es vollbracht. Während es in Europa schon weit nach Mitternacht war (3:32 UTC, entsprechend 4:32 Uhr MEZ), war es für Fred Schnell noch der 27. November gut eine Stunde vor Mitternacht. Seine QSL-Karte (siehe auch: Weblinks) trägt die Zeitangabe „10:38 P.M. E.S.T.“ (entspricht 4:38 Uhr MEZ).
Wie die beiden Zeitangaben (um sechs Minuten) differieren auch die angegebenen Wellenlängen leicht. Während Deloy den Empfang auf 115 m bestätigte, gab Schnell 103 m an, was einer Sendefrequenz von knapp 3 MHz entspricht. Genau genommen war es somit ein wenig unterhalb des Kurzwellenbandes (3–30 MHz), nämlich noch im Mittelwellenbereich (0,3–3 MHz) oder, besser gesagt, auf Grenzwelle (1,6–3,8 MHz). Allgemein wird diese Pionierleistung jedoch als Kurzwellenverbindung betrachtet (siehe auch: 160-Meter-Amateurband).
Entscheidend bei dieser Pioniertat ist, dass eine viel geringere Sendeleistung genügte, um eine Distanz von mehr als 6000 km zu überbrücken, als es die „Funk-Profis“ allgemein für nötig hielten. Nach Guglielmo Marconis historischer erster Transatlantik-Funkverbindung von 1901 war es seit mehr als zwei Jahrzehnten weltweit üblich, professionelle Funkstationen auf Langwelle oder im unteren Mittelwellenband zu betreiben. Diese arbeiteten mit Sendeleistungen im oberen Kilowatt-Bereich und mehr (bis zu 2,5 MW), was einen enormen technischen und finanziellen Aufwand bedeutete (siehe auch: Radio Malabar).
Schnell und Deloy bewiesen im Experiment, dass ein „schlappes“ halbes Kilowatt (500 W) und vergleichsweise sehr bescheidene, deutlich kompaktere und viel kostengünstigere Hochfrequenztechnik völlig ausreichten, um drahtlose Fernverbindungen zu etablieren – eine neue Erkenntnis, die anschließend die professionelle Funktechnik revolutionierte.
Fred Schnell war außerdem Marineoffizier der Reserve. Im Jahr 1925 unterbrach er seine Tätigkeit bei der ARRL für sieben Monate und kehrte in den aktiven Dienst der US Navy zurück, um Kurzwellenfunkexperimente bei der Pazifikflotte durchzuführen. Dies geschah an Bord der USS Seattle, des Flaggschiffs des Befehlshabers.
Fred Schnell war verheiratet mit Ella F. Schnell (1889–1947), geb. Prosch. Sie hatten zwei Kinder, die Tochter Helen D. Schnell (1915–1997), verh. Meirose, und den Sohn Harold Raymond Herman Schnell (1917–1990). Fred Schnell wurde 67 Jahre alt.